# Palmeira-indaiá

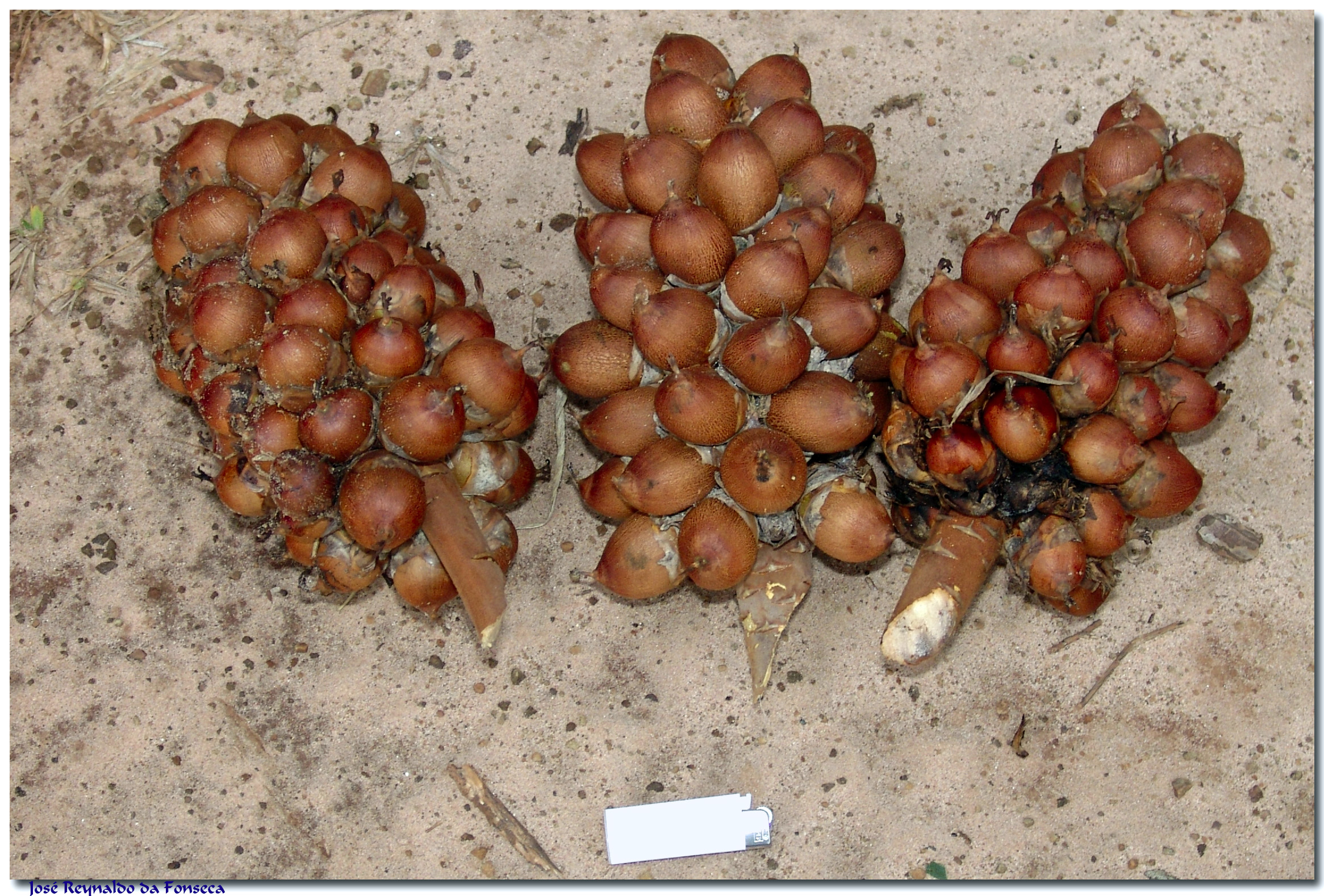
Cacho de coquinho de indaiá. Embaixo, isqueiro como escala.

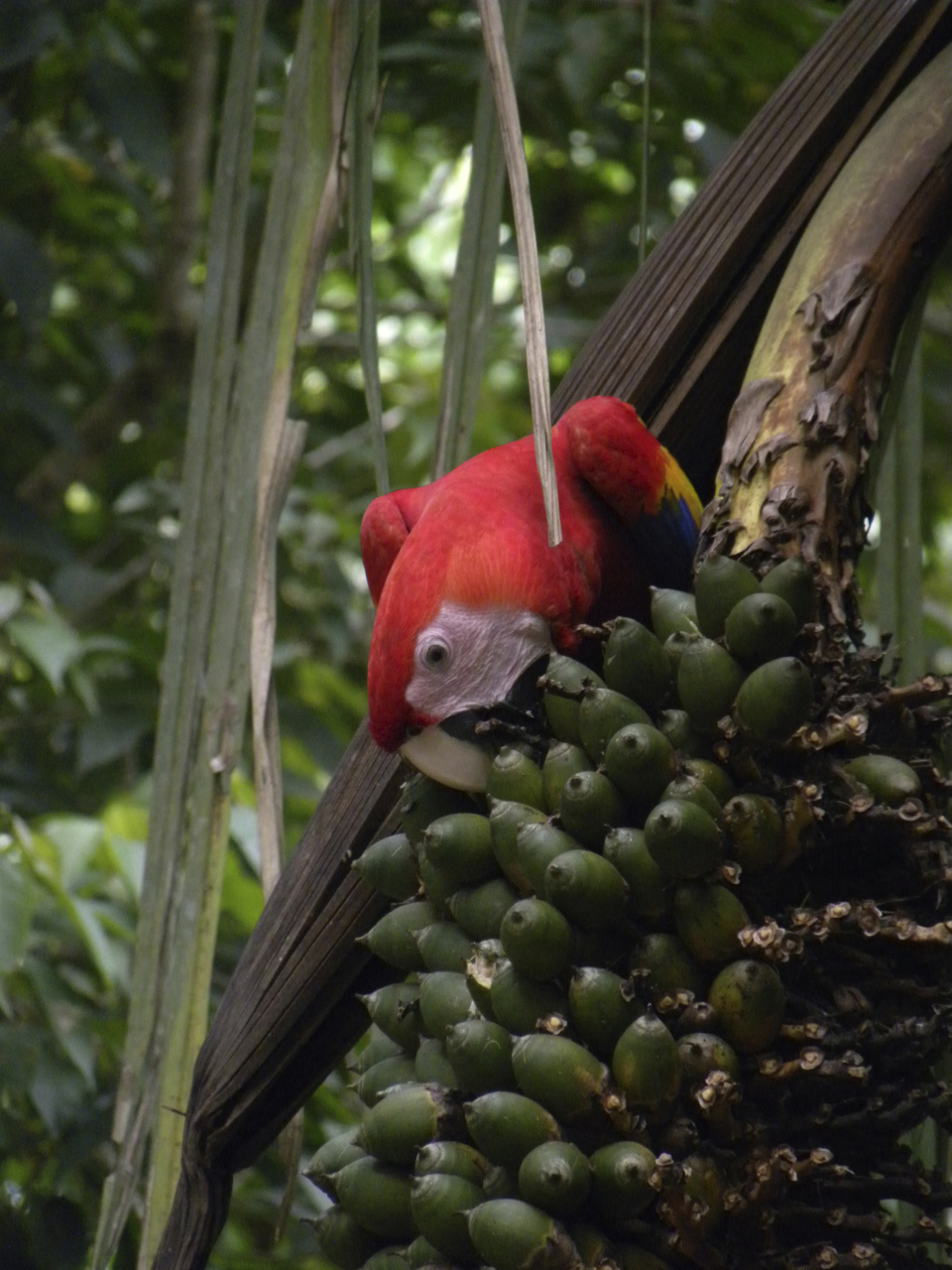
Ara macao se alimentando de frutos de Attalea na Costa Rica

O termo indaiá designa palmeiras do gênero Attalea ou da espécie Pindorea concinna (nesta segunda acepção, também é conhecido como anajá, anaiá, coco-de-indaiá, coco-indaiá, inaiá, inajá, najá e perinã). A palmeira-indaiá, camarinha, coqueiro-indaiá, indaiá-guaçu, naiá ou palmito-de-chão é uma palmeira solitária de porte baixo (cinco a vinte metros de altura, tronco de vinte a trinta centímetros de diâmetro) e ciclo de crescimento lento.
Seu nome científico é Attalea dubia (Arecaceae) e habita originalmente as regiões Sudeste, Sul e Centro-Oeste do Brasil, sendo endêmica da Mata Atlântica brasileira. Também é encontrada no estado brasileiro de Mato Grosso do Sul. Embora a Attalea dubia seja a palmeira-indaiá mais conhecida, existem diversas outras palmeiras também conhecidas como indaiá mas de espécies diferentes, como a Attalea compta, Attalea exigua, Attalea gearensis, dentre outras.

## Etimologia
"Indaiá" procede do tupi ini'yá, "fruto de fios", através da junção dos termos inim (rede de dormir) e ybá (fruta), numa referência à utilização de suas fibras para se produzir redes de dormir. "Anajá" procede do tupi ana'yá.

## Morfologia vegetativa e reprodutiva
Folhas distribuídas em número de vinte-trinta por coroa, com dois a três metros de comprimento, emergindo em ângulos de 45 graus e com média de 114 pares de folíolos irregularmente dispostos ao longo de toda sua haste central. Flores masculinas e femininas em um mesmo cacho, de 1–1,5 m de comprimento. As flores masculinas distribuem-se em duas fileiras por cacho, e apresentam sépalas de 1–2 mm de comprimento e pétalas achatadas e pontiagudas, com 8–20 mm de comprimento por 1,5–2,5 mm de largura, e 6–10 estames. As flores femininas são maiores, medem 25–40 mm de comprimento por 15–17 mm de diâmetro. Fruto com 6–8,5 cm de comprimento por 3–4 cm de diâmetro, tem casca amarelada e um "bico" em uma das extremidades, de 2–3 cm de comprimento, dotado de polpa adocicada, suculenta e fibrosa, com 1-2 sementes. Sementes de 2,5 cm de comprimento.

## Usos
Sua folhagem já foi utilizada para se cobrir telhados. Os índios guaranis utilizam suas fibras como cordas para seus violinos e rabecas, tocados em suas músicas tradicionais. Ainda usam como alimento não só o grande palmito (aproximadamente 1,5 metro de comprimento) que ela fornece, geralmente consumido com mel, como também uma região fibrosa do seu caule que, ao ser mastigada como a cana-de-açúcar, verte um caldo aquoso abundante com sabor muito parecido ao da água de coco.
Árvore bastante ornamental, pode ser empregada com sucesso na arborização de praças e parques. Trata-se de uma espécie importante para a composição de plantios heterogêneos destinados à recomposição de áreas degradadas de preservação permanente. Madeira moderadamente pesada, mole e de pouca resistência ao apodrecimento. É utilizada localmente nas construções rústicas. As folhas são empregadas para cobertura de pequenas construções rurais. Os frutos são comestíveis, e eram vendidos no passado nos mercados do Rio de Janeiro. As amêndoas são também comestíveis: delas, é feita a "farofa de indaiá", prato típico de comunidades quilombolas, como, por exemplo, as dos arredores de Parati.

## Influência na toponímia
Foi a fonte dos nomes dos municípios brasileiros de Indaiabira, Indaiatuba, Indaial, Anajás, Estrela do Indaiá, Dores do Indaiá, Pedra do Indaiá e Anajatuba.
O bairro São Sebastião, em Petrópolis, já foi chamado de "Indaiá".
- Commons
- Wikispecies